# Badian japoński
Badian japoński, anyż japoński (Illicium anisatum L.) – gatunek rośliny zaliczany albo do monotypowej rodziny badianowatych (Illiciaceae) (system Reveala z 1999), albo do obejmującej trzy rodzaje rodziny cytryńcowatych (system APG IV z 2016). Występuje w Japonii, na Półwyspie Koreańskim i Tajwanie.
Owoce ma bardzo podobne do owoców badianu właściwego (anyżu gwiazdkowego) i czasem bywały one wykorzystywane do ich fałszowania. Owoce te mają bardziej nieregularny kształt, są mniejsze, bardziej żółtawe, inaczej zakrzywione na końcach. 
Olejek eteryczny zawarty w owocach zawiera mirystycynę, laktony seskwiterpenowe (w tym anizatynę o działaniu spastycznym, odpowiedzialną za właściwości trujące) oraz kwas szikimowy.
W Chinach owoców tego gatunku używa się do trucia szczurów.